# Brit Wiedemann
Brit Wiedemann (* 30. Januar 1967 in Rostock, jetzt Brit Sonnenbichler) ist eine ehemalige deutsche Volleyballspielerin.
Brit Wiedemann war vielfache deutsche Nationalspielerin. 1988 nahm sie mit der Volleyball-Nationalmannschaft der DDR an den Olympischen Spielen in Seoul teil und belegte dort Platz fünf. Brit Wiedemann spielte in der DDR für den Berliner TSC und nach der Wende für TV Creglingen, CJD Feuerbach und MTV Stuttgart.
Brit Sonnenbichler ist mit dem Volleyballtrainer Rudi Sonnenbichler verheiratet.